# Ruscus hypoglossum
Espèce
Classification APG III (2009)

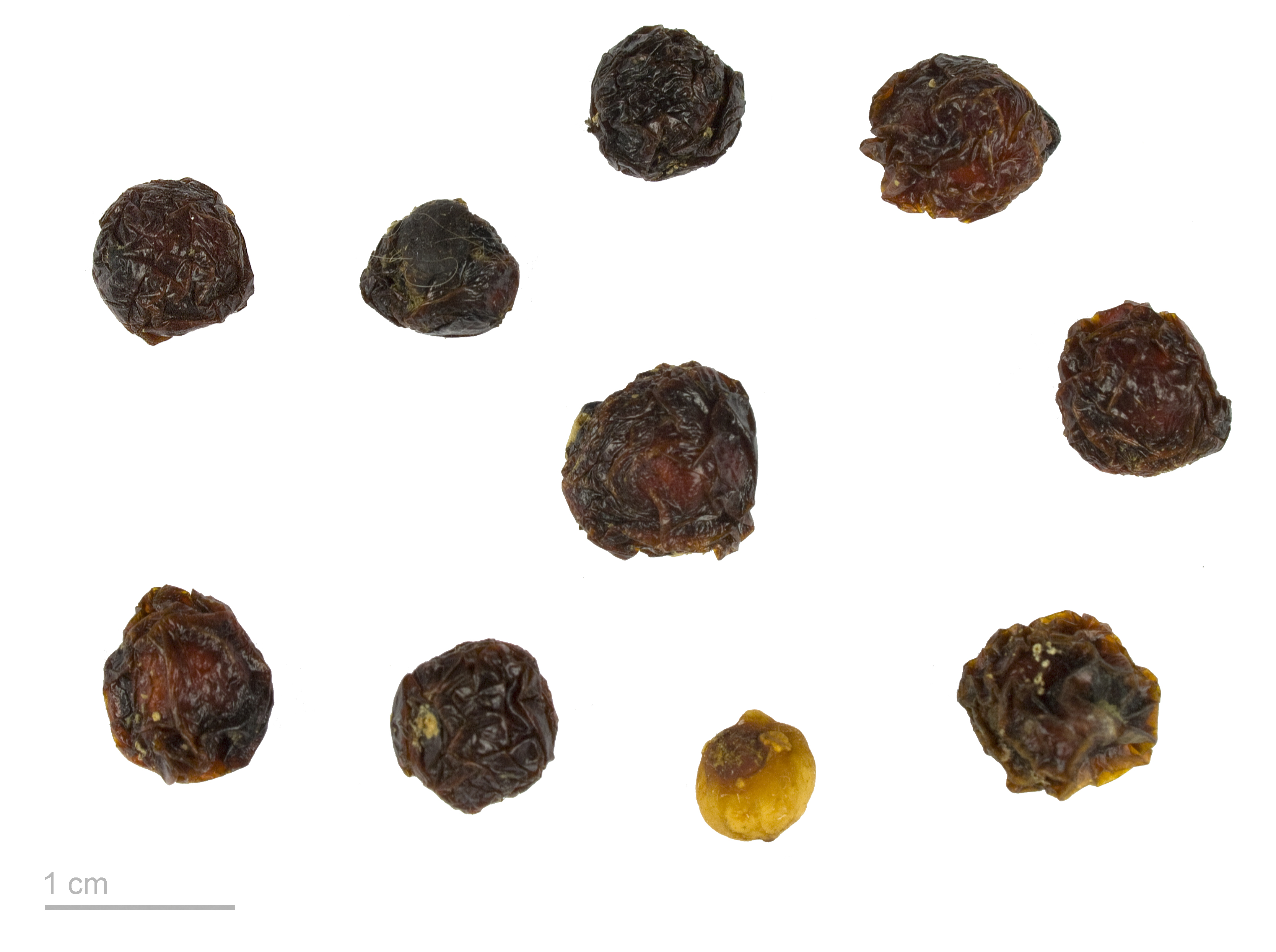
Ruscus hypoglossum - Muséum de Toulouse

Ruscus hypoglossum est une espèce de plantes à fleurs de la famille des Liliaceae selon la classification classique de Cronquist (1981) ou des Asparagaceae selon la classification phylogénétique APG III (2009).